# Rorschach (schwäbisches Adelsgeschlecht)

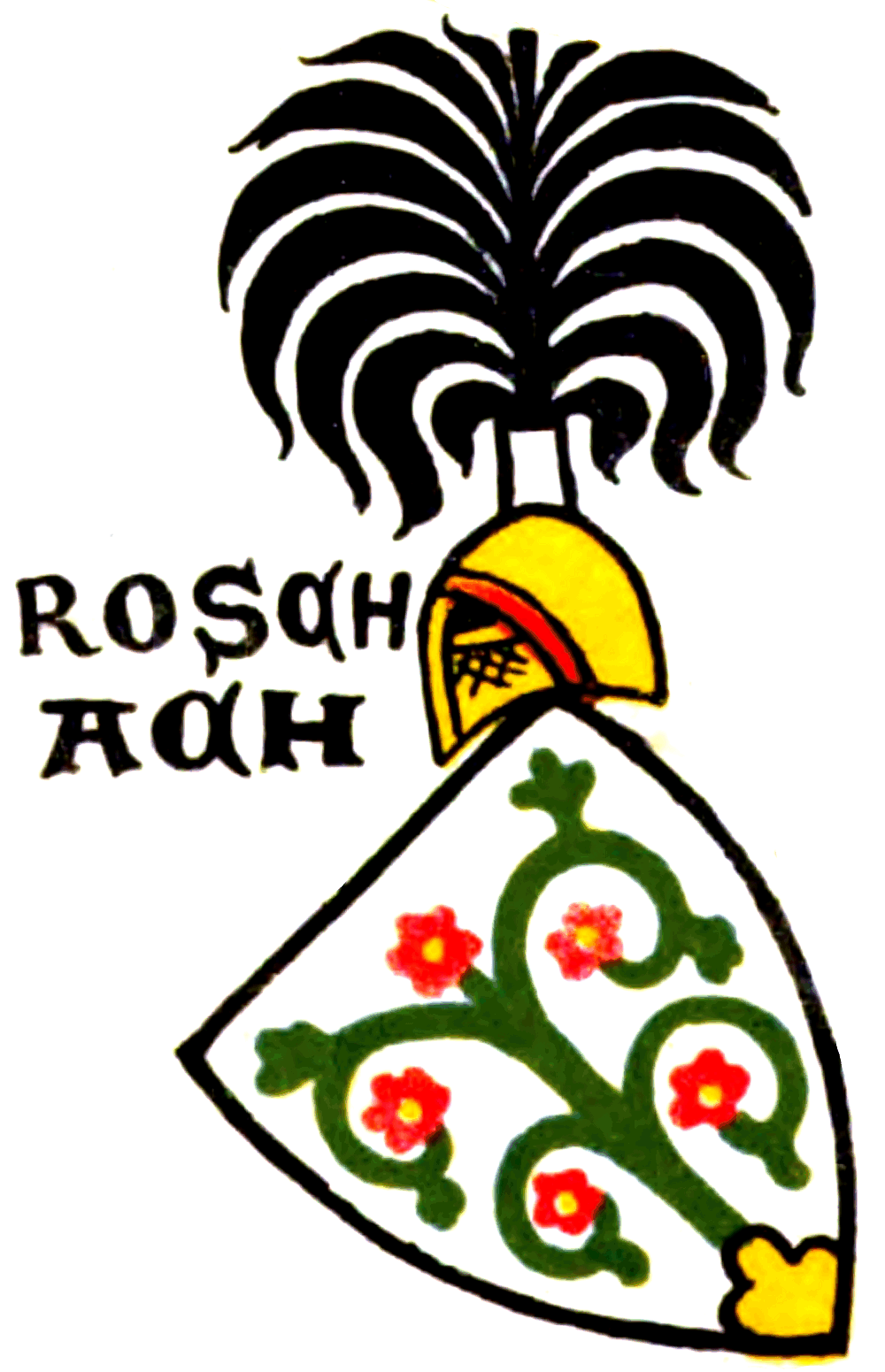
Wappen der Roschach in der Zürcher Wappenrolle, ca. 1340

Die Herren von Rorschach, später auch Rosenberg, waren eine ritteradlige Familie des 12. bis 15. Jahrhunderts im Dienst des Fürstabts von St. Gallen. Sie besass Burgen bei Rorschach (St. Annaschloss bei Rorschacherberg), Herisau (Rosenberg, Rosenburg und Urstein), Rosenberg bei Berneck und Schloss Zuckenriet.

## 12. und 13. Jahrhundert
Vermutlich stellte die Familie ursprünglich die sankt-gallischen Meier von Herisau. Es gelang ihr, vor allem im Gebiet um Herisau und Rorschach eine lokale Herrschaft aufzubauen. Erste bekannte Vertreter sind Egilolf und Rudolf, die 1176 mit anderen Ministerialen für den Bischof von Konstanz zeugten. Unklar ist, ob die 1222 erwähnten Herren von Rosenberg einen eigenständigen Zweig des Geschlechts bildeten oder ob einzelne Mitglieder den Namen ihres Herisauer Sitzes annahmen. Zur Familie gehörten auch die Herren von Urstein, deren Burg 1266 zerstört wurde. Bis zu ihrem Aussterben tauften die Rorschach ihre Söhne fast ausnahmslos auf die Vornamen Egilolf und Rudolf, was eine verlässliche Genealogie im 12. Jahrhundert verunmöglicht und für die Zeit danach erheblich erschwert.

## 14. und 15. Jahrhundert

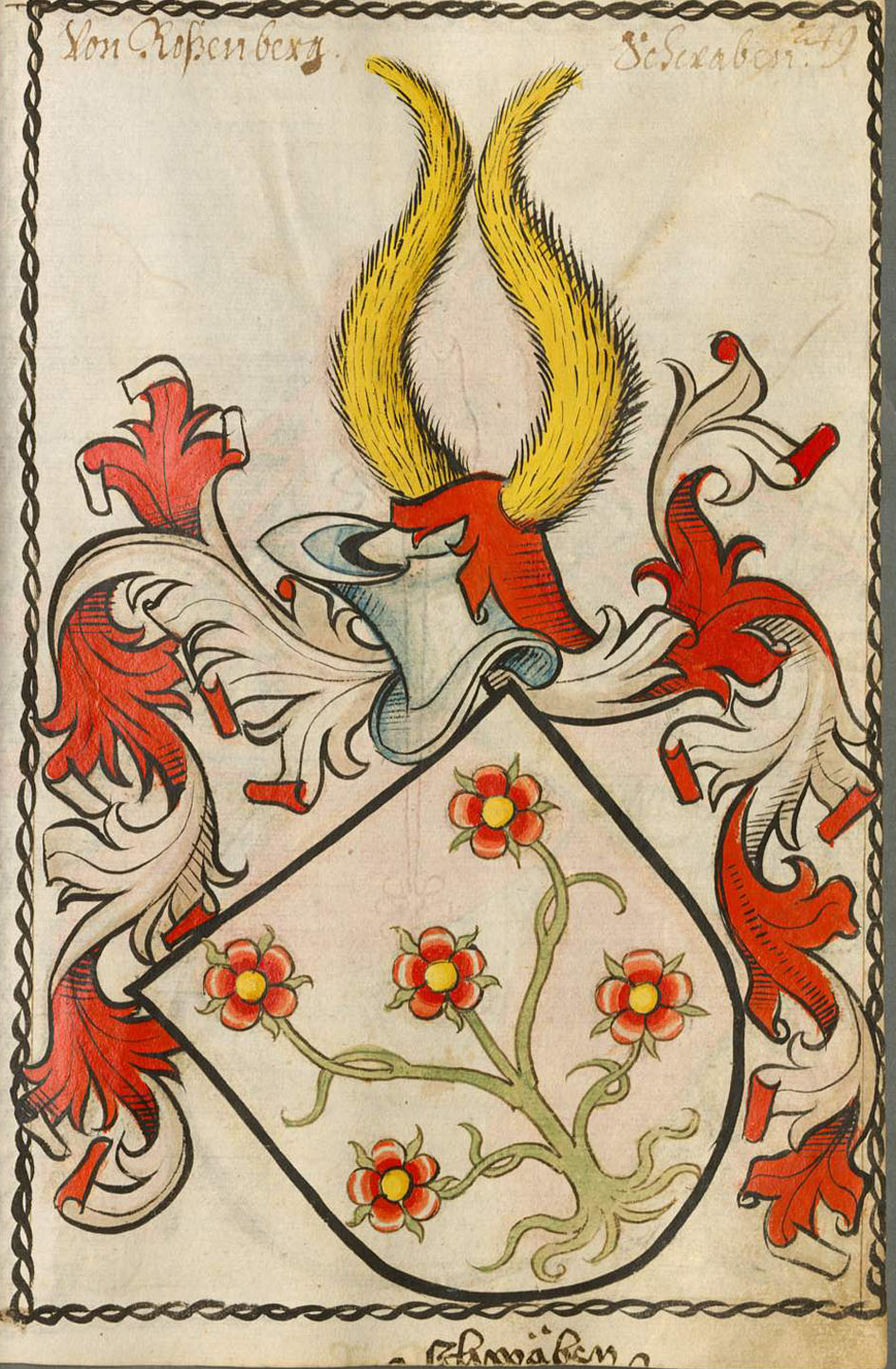
Wappen der Rosenberg

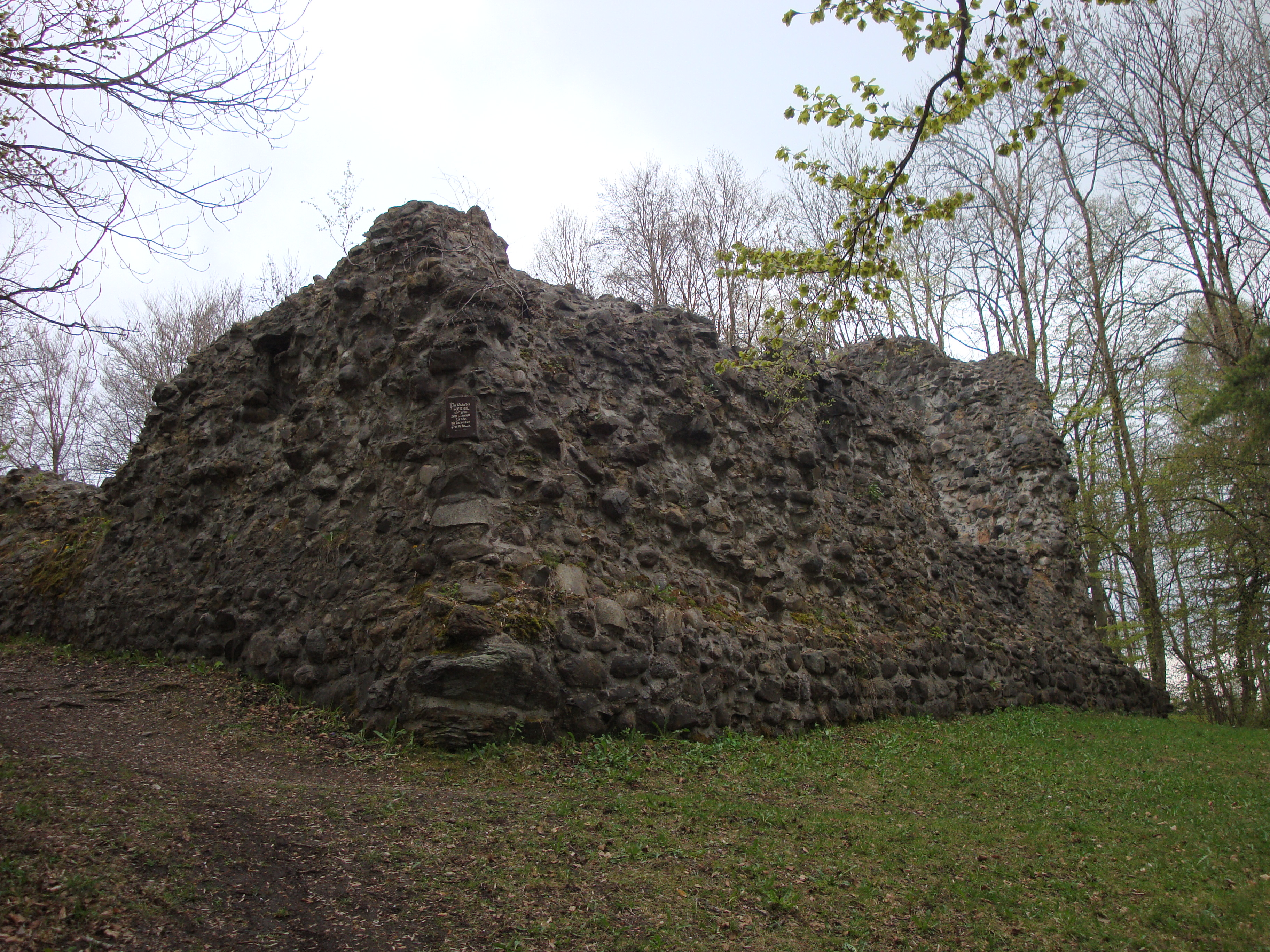
Burgruine Rosenberg bei Herisau

Um 1300 erfolgte die Abtrennung der Linie Rosenberg, deren Vertreter Egilolf der Ältere 1305 die Burg Berneck als fürstäbtisches Lehen übernahm. Der Zweig Rosenberg-Berneck bestand bis 1427 und wurde von den Muntprat von Spiegelberg beerbt. In den 1350er Jahren spaltete sich von diesem der Zweig Rosenberg-Zuckenriet ab, der 1445 ausstarb. Die Hauptlinie in Rorschach übernahm nach Mitte des 14. Jahrhunderts von ihren Verwandten in Herisau das Meieramt (veräussert 1396), das Patronatsrecht und die beiden Burgen, die sie jedoch wie Zuckenriet in den Appenzeller Kriegen verlor. Dadurch beschleunigte sich der Niedergang der im 13. Jahrhundert zur lokalen Elite zählenden Familie, die sich dem sozialen Abstieg im 14. Jahrhundert durch Anlehnung an die Grafen von Werdenberg vergeblich entgegengestellt hatte. Wachsende wirtschaftliche Schwierigkeiten zwangen die Rorschach 1449 zum Verkauf des St. Annaschlosses an die Fürstabtei St. Gallen. Ab ca. 1400 erwarben mehrere Rorschach das Bürgerrecht der Stadt St. Gallen, wo der letzte Vertreter wahrscheinlich 1475 starb.